# سارجنت كلود جونسون
سارجنت كلود جونسون (بالإنجليزية: Sargent Claude Johnson)‏ (7 أكتوبر 1888 - 10 أكتوبر 1967) هو من أوائل الفنانين الأمريكيين الأفارقة الذين عملوا في كاليفورنيا وحقق سمعة وطنية. اشتُهر بالرسم التجريدي والتشخيصي والأنماط الحديثة المبكرة. احترف الرسم وصناعة الخزف والفخار والطباعة الفنية والجرافيك وصناعة التماثيل والمنحوتات. استخدم في عمله العديد من الوسائل، مثل الخزف والصلصال والزيت والحجر والطين النضيج والألوان المائية والخشب.

## نشأته
كان ترتيب سارجنت جونسون الثالث بين إخوته الستة، كان والده من أصل سويدي وأمه من أصول أمريكية أفريقية ومن قبيلة شيروكي. توفي والده عام 1897، وتوفيت والدته بمرض السل عام 1902، بعد خمس سنوات من وفاة والده. في البداية، ذهب سارجنت وإخوته للعيش مع خالهم، شيرمان جاكسون ويليامز، وزوجته ماي هوارد جاكسون، في واشنطن العاصمة. كانت ماي نحاتة رائدة من أصول أفريقية أمريكية، وتخصصت في التماثيل النصفية ذات الموضوعات الزنجية، وكان لها أثر كبير على سارجنت جونسون في عمر مبكر بلا شك. في وقت لاحق، أرسل صبية العائلة إلى ملجأ للأيتام في ورسيستر، ماساتشوستس، والفتيات إلى مدرسة كاثوليكية للفتيات الأمريكيات من أصل أفريقي والأمريكيين الأصليين في بنسلفانيا. لم يعرّف بعض أشقائه أنفسهم بأنهم أمريكيون من أصل أفريقي، واختاروا العيش إما كأمريكيين أصليين أو كقوقازيين، على الرغم من أن سارجنت عرف نفسه بأنه أمريكي أفريقي.
كان انتقال جونسون من فنان ممارس إلى محترف غير موثق إلى حد كبير، على الرغم من أن البعض يقول إنه غادر بوسطن متجهًا إلى شيكاغو للعيش مع بعض الأقارب. وفي عام 1915، انتقل سارجنت جونسون إلى منطقة خليج سان فرانسيسكو. وقد أقيم معرض بنما - المحيط الهادئ الدولي بعد وقت قصير من انتقاله، والذي كان له تأثير محفز على الفن في كاليفورنيا. وفي نفس العام، تزوج سارجنت جونسون ببيرل لوسون وبدأ بدراسة الرسم في مدرسة إيه دبليو بيست سكول للفنون. ثم التحق بمدرسة كاليفورنيا للفنون الجميلة (الآن معهد الفنون في سان فرانسيسكو) من عام 1919 حتى عام 1923، حيث كان النحاتان بنيامينو بوفانو ورالف ستاكبول بين معلميه.
كانت كونسويلو كاناغا، التي عملت مصورة في ذلك الوقت، تعرفه جيدًا وقالت عن جونسون، «كان يتمتع بجمال في روحه، وطريقة تحدثه، وطريقة تفكيره، وطريقة عمله، ومشاعره. لا أقصد أنه لم يكن لديه مشاكل. لقد واجه مشاكل رهيبة، لكنه كان ما يزال جميلًا. كانت روحه هي الطريقة التي نظر بها إلى كل شيء».

## روابط خارجية
- سارجنت كلود جونسون على موقع الموسوعة البريطانية (الإنجليزية)
- سارجنت كلود جونسون على موقع ديسكوغز (الإنجليزية)